# Ostroga brzegowa

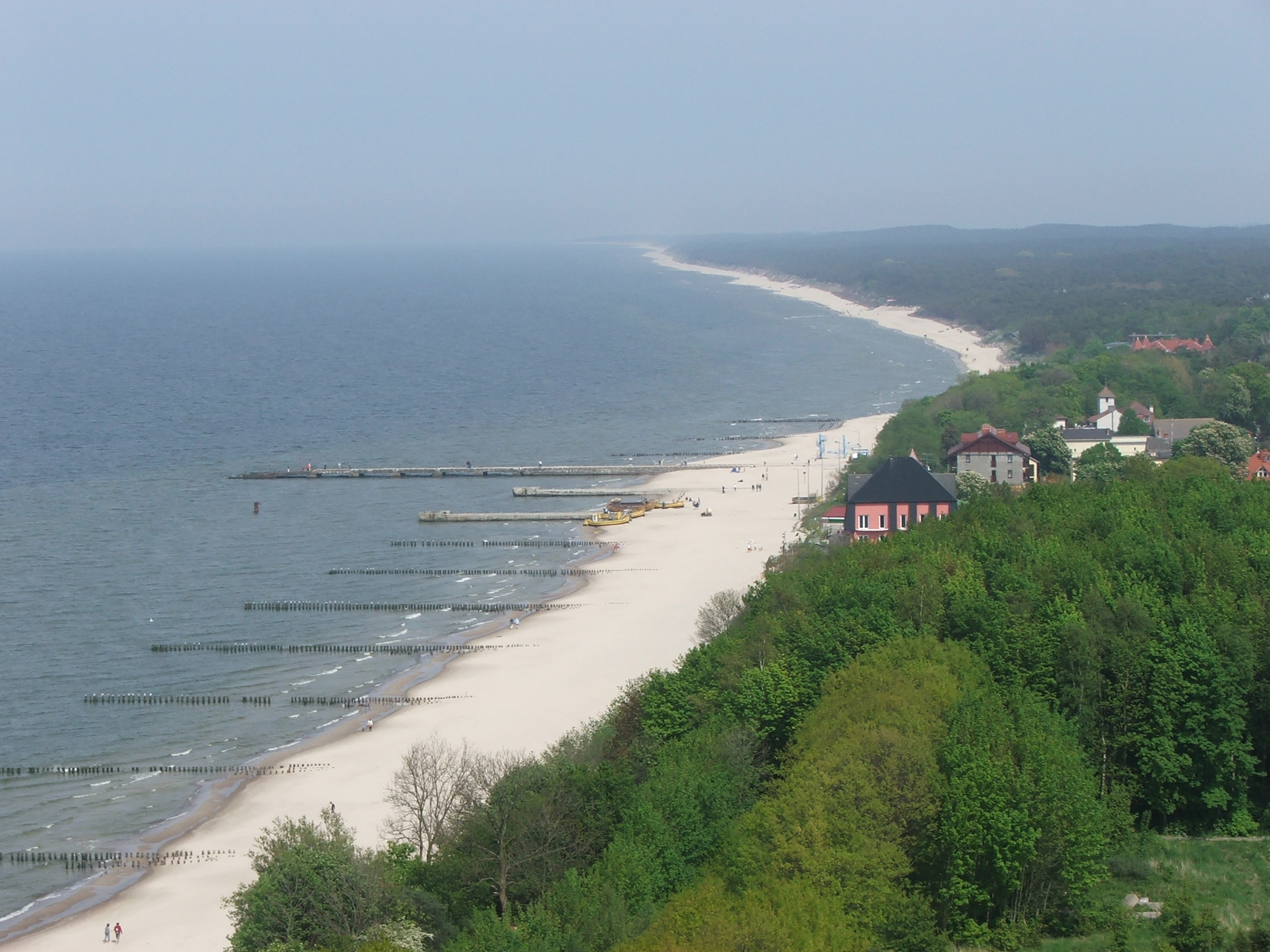
Rzędy ostróg brzegowych koło Niechorza

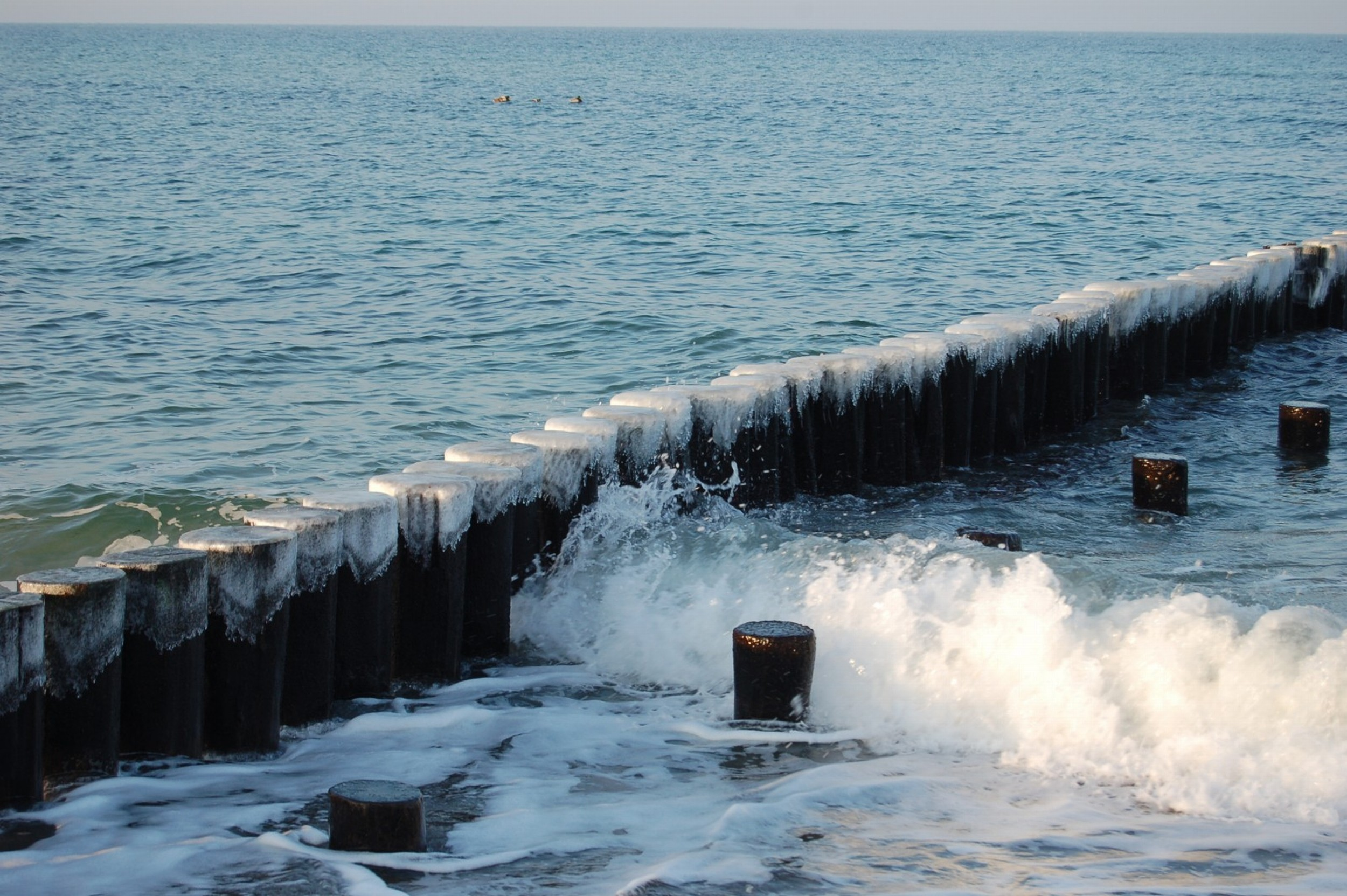
Ostroga koło Heiligendamm i rozpraszanie fali

Ostroga brzegowa – budowla ochronna brzegu morskiego, wychodząca w morze poprzecznie do linii brzegowej, wykonana w postaci szczelnej albo ażurowej przegrody, której zadaniem jest rozproszenie energii fali morskiej oraz wstrzymywanie ruchu rumowiska morskiego.